# Regierung Jozef Tiso I
Die Regierung Jozef Tiso I, geführt vom Ministerpräsidenten Jozef Tiso, war die erste Regierung der Slowakei (offiziell auch „Slowakisches Land“, slowakisch Slovenská krajina), des autonomen Teilstaates der Tschecho-Slowakei 1938–1939. Sie befand sich vom 7. Oktober 1938 bis 1. Dezember 1938  im Amt. Sie wurde    durch die Regierung Jozef Tiso II abgelöst.

## Regierungsbildung
Nach der Besetzung des Sudetenlandes infolge des Münchner Abkommens wurde die Tschechoslowakei teilweise  föderalisiert – die Landesteile, die autonom wurden, Slowakei und Podkarpatská Rus (Karpatenrussland), erhielten jeweils eine eigene Regierung und der Staatsname wurde in "Tschecho-Slowakei" geändert.
Am 1. Dezember trat Jozef Tiso mit seiner Regierung zurück.

## Regierungszusammensetzung
Die Minister befanden sich während der gesamten regulären Amtsperiode im Amt (7. Oktober 1938 bis 1. Dezember 1938), wenn nicht anders angegeben.
- Ministerpräsident: Jozef Tiso
- Innenminister: Jozef Tiso
- Agrarminister, Minister für Handel, öffentliche Arbeit und Finanzen: Pavol Teplanský
- Justizminister, Minister für soziale Fürsorge und Gesundheitswesen: Ferdinand Ďurčanský
- Minister für Post und Bahn: Ján Lichner
- Minister für Schulwesen: Matúš Černák

### Parteizugehörigkeit
Die führende und einzig zugelassene Partei im Slowakischen Staat war Hlinkova slovenská ľudová strana – Strana slovenskej národnej jednoty, deutsch bekannt als Hlinkas Slowakische Volkspartei,  kurz Hlinka-Partei.  Sie hatte den Charakter einer Einheitspartei.